# Biofertilizante
Biofertilizante é o subproduto da biodigestão e é de extrema importância como o próprio biogás. Possui características fertiprotetoras, também atuando como defensivo agrícola e repositores de matéria orgânica do solo. Podem ser obtidos por vias aeróbicas e/ou anaeróbicas, com a montagem do sistema de produção podendo ser adaptada de acordo com as necessidades e capacidades de cada produtor.
Substancia que contém microrganismos vivos que, quando aplicados em sementes, superfície da planta, ou solo, coloniza a rizosfera ou o interior da planta e promove o crescimento da mesma pelo aumento da disponibilidade (P) e suprimento de nutrientes (N), ou aumentando o acesso aos nutrientes pela planta (maior superfície radicular).

## Composição e Produção
Possui alta concentração de nitrogênio e a baixa concentração de carbono. Este fato é devido à biodigestão a qual ocorre dentro de um biodigestor, que libera o carbono em forma de CO2 e CH4, deixando-o rico em nutrientes. Deste modo, obtém-se uma melhora em suas condições para fins agrícolas, sem contar com o baixo custo, um dos grandes motivos para a sua utilização em lavouras.

### Produção
Existem diversas receitas e plantas de produção disponíveis para o produtor. Os principais ingredientes são a água, que permite a fermentação seja submersa, e o esterco, que pode ser de qualquer animal herbívoro, preferencialmente com uma dieta balanceada. A água deve ser de fontes naturais como chuva, rios, poços e outras fontes não contaminadas por lixo e/ou rejeitos humanos, água de redes de abastecimento não é adequada por ter passado por processos e conter compostos (como o cloro), que matam microrganismos, os autores da fermentação.